# Reichsdeutsche Waffenbrüderliche Vereinigung
Die Reichsdeutsche Waffenbrüderliche Vereinigung e.V. (RWV) war eine von 1915 bis 1918 bestehende deutsche Vereinigung verschiedener Kreise aus Parteien, Industrie, Banken, staatlicher Verwaltung und Hochschullehrern, die im Gegensatz zu den „Annexionisten“ einen freiwilligen wirtschaftlichen Zusammenschluss Mitteleuropas unter deutscher Führung als das Hauptziel des Ersten Weltkriegs betrachteten. Kernpunkt sollte ein Zusammengehen des Deutschen Reichs mit Österreich-Ungarn sein. 

## Ziele
Im Verlauf des ersten Kriegsjahres 1914 bildeten sich bezüglich der deutschen Kriegsziele zwei Gruppen heraus, die in ihrem Schwerpunkt der Zielsetzung eine unterschiedliche Konzeption verfolgten. Während die eine Gruppe die Hauptziele der Kriegsführung in der Annexion von eroberten Gebieten sah, verfolgte die andere Gruppe um die RWV eine sogenannte Mitteleuropa-Konzeption, die ihre Zielsetzung hauptsächlich in der intensiven Annäherung der Wirtschaftsgebiete Mitteleuropas unter deutscher Führung sah.

### Die Gruppe der Mitteleuropa-Konzeption um die RWV
Diese Gruppe hatte in Arthur von Gwinner von der Deutschen Bank einen bedeutenden Vertreter. Weiterhin gehörten dazu Robert Bosch, Franz Urbig, Georg Solmssen, Albert Ballin, Walther Rathenau, Carl Duisberg, Emil Georg von Stauß, Paul Silverberg, Max Steinthal, Rudolf von Koch und Karl Helfferich, der aber später den Standpunkt der Annexionisten vertrat.
Neben diesen Vertretern der Elektro-, Chemieindustrie und Banken können noch Publizisten und Hochschullehrer dazu gerechnet werden wie Friedrich Meinecke, Max Sering, Walther Schotte, Paul Rohrbach, Max Weber, Gerhard von Schultze-Gaevernitz. Die Vertreter der Ministerialbürokratie, die einen ähnlichen Standpunkt vertraten, waren Friedrich Loebell, Gottlieb von Jagow, Arthur Zimmermann, Arnold Wahnschaffe und Clemens von Delbrück.
Karl Helfferich und Walther Rathenau sandten ihre Denkschriften am 28. August 1914 an Bethmann-Hollweg. Gwinner trug seine Ansichten in der Mittwochsgemeinschaft bei einem Treffen am 2. September 1914 vor. Anwesend war auch der Unterstaatssekretär Arthur Zimmermann vom Auswärtigen Amt, der Bethmann Hollweg vom Inhalt des Vortrags berichtete. Der Kern seiner Ansichten resultierte aus den Programmen des Mitteleuropäischen Wirtschaftsvereins. Es sollte unter deutscher Führung eine „europäische Wirtschaftsgemeinschaft“ gebildet werden. Allerdings sah diese Zielsetzung eine Reduzierung des Einflusses von Frankreich und England vor. Eugen Schiffer, Vorsitzender der Rechtsabteilung erklärte 1916:

„Mitteleuropa soll nicht eine Zwangsgenossenschaft, sondern ein Bund freier Staaten und Völker sein“

Unter dem Einfluss von Helfferich neigte Bethmann-Hollweg zu dieser Konzeption, die als Anfang einer neuen europäischen Wirtschaftsordnung eine Zollunion mit Österreich-Ungarn vorsah und in den Thesen vom Septemberprogramm zum Ausdruck kam. Um dieses Programm innenpolitisch zu stützen, konnten sich die Vertreter dieser Konzeption bzw. des Septemberprogramms auf die Ende 1914 entstehende RWV innenpolitisch stützen.

### Das entgegengesetzte Lager der Annexionisten
Der Kern der Gruppe, die ein Groß-Deutschland durch Annexion eroberter Gebiete erreichen wollte, bildete sich um den Alldeutschen Verband, geführt von Heinrich Claß. Vonseiten der Schwerindustrie vertraten diese Zielsetzung Paul Reusch, Albert Vögler, Gustav Krupp von Bohlen und Halbach, August Thyssen, Emil Kirdorf und Hugo Stinnes. Tilo von Wilmowsky, ein Schwager von Gustav Krupp, schrieb dazu in seinen Memoiren:

„Daß der Frieden Ländergewinn bringen mußte, schien uns allen in den ersten Kriegsjahren selbstverständlich“

Mehrere Vertreter dieser Gruppierung sandten an den Reichskanzler im August/September 1914 verschiedene Denkschriften. Heinrich Claß gab seine Denkschrift am 28. August 1914, Matthias Erzberger am 2. September 1914 und August Thyssen am 9. September an Theobald von Bethmann Hollweg. Auch Gustav Krupp sandte am 31. Juli 1915 noch eine Denkschrift ab, die aber nicht die weitgehenden Annexionen eroberter Gebiete forderte.
Danach bildete sich eine Diskussion um Alfred Hugenberg, Ernst Borsig, Kirdorf, Stinnes und Thyssen. Diese Diskussion mündete im März 1915 in die Denkschrift der großen Wirtschaftsverbände, die dem Deutschen Reichstag übergeben wurde.

## Gründung
Der Sanitätsrat Emil Bratz gilt als die Persönlichkeit, der während seiner Dienstzeit im 3. Armeekorps im Hauptquartier Südosteuropa die Gedanken zur Bildung einer RWV entwickelte. Er nahm deshalb gegen Ende 1914 zum Oberbürgermeister von Berlin Adolf Wermuth Verbindung auf, um eine Satzung aufzustellen. Als Vorsitzender des Präsidiums konnte der Generalfeldmarschall August von Mackensen gewonnen werden, der diese Position bis 1917 einnahm. Danach wirkte Adolf Wermuth bis zur Auflösung im Jahr 1918 als Vorsitzender des Präsidiums. Schon im März 1915 begann die RWV mit einer Sammlung für Soldaten des österreichisch-ungarischen Heeres ihre Tätigkeit. Die Geschäftsstelle des RWV hatte in Berlin M 35 in der Potsdamer Straße 24 ihren Sitz.

## Organisation
Neben dem Präsidium bestand die Organisation der RWV aus dem Hauptausschuss, dem Vorstand, mehrere Abteilungen und für besondere Zwecke konnten noch Ausschüsse gebildet werden. Das Präsidium hatte die Aufgabe, die Zielsetzungen der Vereinigung vorzugeben. Der Vorstand sollte die Geschäftsführung vornehmen, wobei auch ein Geschäftsführer eingesetzt wurde. Von 1917 bis 1918 war Walther Schotte in dieser Position. Die Aufsicht über die Tätigkeiten der Vereinigung führte der Hauptausschuss. In der Anfangsphase der RWV übernahm der Oberverwaltungsgerichtsrat Eugen Schiffer die Aufgaben zur Stabilisierung der Organisation.
Die Satzung sah vor, dass im deutschen Volk das Bewusstsein des Waffenbündnisses von 1914 aufrechterhalten werden sollte. Die gewachsenen Kenntnisse der Kultur- und Wirtschaftsverhältnisse sollten zu einem engeren Zusammenschluss der Bundesgenossen führen. Schotte wies denn auch in diesem Zusammenhang auf den Aufruf der RWV hin, dass wer ein starkes Deutschland will, muß ein starkes Mitteleuropa wollen. Damit auch eine engere Zusammenarbeit mit diesen Zielen erreicht werden sollte, wurde in Budapest im Juni 1916 eine Ungarische Waffenbrüderliche Vereinigung gebildet. Es folgte im Januar 1917 in Wien die Gründung einer Österreichischen Waffenbrüderlichen Vereinigung.

### Die Abteilungen
Für die einzelnen Aufgabengebiete wurden ab 1916 vier Abteilungen gebildet und drei weitere geplant. Die Arbeitsprogramme der Abteilungen sollten in zweifacher Hinsicht bearbeitet werden. Einerseits sollten die Angehörigen der Berufsgruppen zusammengeführt werden, um so ihr Berufsinteresse zu fördern. Andererseits sollten die zu bewältigenden Aufgaben zu einem Ausbau und Einheitlichkeit bei den Projekten führen.

#### Abteilung für Recht und Rechtspflege
Diese erste Abteilung wurde am 28. März 1916 gegründet. Für die einzelnen Aufgabenstellungen bildeten sich Arbeitsgruppen. Den Vorsitz in der Abteilung führte Eugen Schiffer. Otto Liebmann (1865–1924) übernahm die Aufgaben des Schriftführers. Zuerst sollten die materiellen Rechtsvorschriften von Deutschland, Österreich und Ungarn überprüft werden, ob diese sich verträglich gestaltet oder eventuell auf einer gemeinsamen Ebene gestaltet werden konnten. Diese Forderungen formulierte Schiffer auf der ersten Sitzung der Abteilung am 9. April 1916.

#### Technische Abteilung
Diese Abteilung wurde von dem Geheimen Baurat Hermann Mathies geleitet. Die Aufgaben des Schriftführers übernahm der Diplom-Ingenieur Frölich. Das Mitglied des Vorstandes Wilhelm von Oechelhäuser der RWV hatte die bedeutendsten deutschen Organisationen der Wissenschaft und Technik zusammengefasst, die in dieser Abteilung zur Mitarbeit zur Verfügung standen.

#### Abteilung für Gemeindeangelegenheiten
Die Leitung der Abteilung hatte Geschäftsführer des Deutschen und Preußischen Städtetages Hans Luther übernommen. Nach der Satzung der RWV konnten dieser Abteilung auch Institutionen der öffentlichen Körperschaften beitreten. So wurden der Deutsche und Preußische Städtetag, der Verband preußischer Landgemeinden und der Reichsverband deutscher Städte Mitglieder der Abteilung. Für die Bearbeitung der Themen der Abteilung wurden acht Arbeitsgruppen gebildet.

#### Ärztliche Abteilung
Diese Abteilung wurde von dem Ministerialdirektor Martin Kirchner geleitet. Auch in dieser Abteilung wurden zur Aufarbeitung des Arbeitsplans mehrere Gruppen gebildet.

#### Geplante oder im Aufbau befindliche Abteilungen
- Abteilung für Erziehung und Unterricht (Leitung: Ministerialdirektor Egon von Bremen)
- Abteilung für bildende Künste, Theater und Musik (Leitung: II. Bürgermeister von Berlin Georg Reicke)
- Abteilung für das soziale Versicherungswesen (Leitung: der Präsident des Reichsversicherungs-Amtes Paul Kaufmann)

### Die Ausschüsse
Die Ausschüsse wurden für besondere Zwecke gebildet. Dabei spielte der Aspekt eine gewisse Rolle, dass die Ausschüsse eine größere Außenwirkung in der Gesellschaft erreichen sollten.

#### Der Presseausschuss
Der Presseausschuss hatte eine besondere Stellung innerhalb der RWV, da er als unmittelbares Organ der Vereinigung arbeiten sollte. Die Leitung übernahm der Chef der Nachrichtenabteilung im Reichsamt des Inneren, der Landrat Magnus Freiherr von Braun. An seiner Seite wirkte der Schriftführer Richard Bahr. Der Ausschuss sollte die Zusammenarbeit mit der Presse organisieren. Auch die Veranstaltungen der RWV hatte der Ausschuss in der Öffentlichkeit bekannt zu machen. Die Vorstellungen der RWV sollten durch Mittel der Propaganda vermittelt werden.

#### Der geplante Schülerausschuss
Dieser Ausschuss sollte unter der Leitung des Geheimen Studienrats Gropp einen Schüleraustausch organisieren. Dabei sollte sich bei der Ausführung auf die Erfahrung von nationalen und internationalen Organisationen für Schüleraustausch gestützt werden.

#### Der geplante Verkehrsausschuss
Der Ausschuss würde unter der Leitung vom Ministerialdirektor Otto Just geführt werden. Dabei sollte eine Zusammenarbeit mit dem Bund Deutscher Verkehrsvereine erreicht werden.

#### Der Historiker-Ausschuss
Der Historiker-Ausschuss arbeitete seit dem Juli 1916 unter dem Vorsitz von Conrad Rethwitsch, wobei ihn der Schriftführer Gerhard Bonwetsch (Oberlehrer in Berlin-Dahlem) unterstützte. Einer der Schwerpunkte der angestrebten Ziele sollte die Behandlung der historischen Herausbildung der österreichisch-ungarischen Monarchie in den Vorlesungen an den deutschen Hochschulen und höheren Lehranstalten sein. Für dieses Vorhaben sollte auf den Fachtagungen der Historiker geworben werden. Weiterhin sollte in der Fach- und Schulliteratur erreicht werden, dass darin die österreichisch-ungarische Geschichte behandelt werden sollte. Um die deutschen Historiker zur Mitarbeit zu bewegen, gaben die Mitglieder des Ausschusses einen Aufruf „An die Historiker Deutschlands“ heraus.
Namhafte Mitglieder des Ausschusses (Stand 1917):
- Georg Amsel (* 1862), Mitglied im Vorstand der RWV
- Fritz Arnheim, Historische Gesellschaft, Berlin-Charlottenburg
- Georg von Below, Oberlehrer in Berlin-Dahlem
- Karl Brandi, Geheimer Rat, Göttingen
- Paul Baillieu, Geheimer Archivrat und Archivdirektor, Berlin-Charlottenburg
- Albert Brackmann, Königsberg in Preußen
- Wilhelm Busch, Marburg
- Anton Chroust, Würzburg
- Richard Fester, Geheimer Regierungsrat, Halle an der Saale
- Fritz Friedrich, Realgymnasium, Leipzig
- Walter Goetz, Geheimer Hofrat, Leipzig
- Hans Güldner, Direktor der königlichen Luisenstiftung. Posen
- Bruno Gumlich, Schiller-Realgymnasium, Berlin-Charlottenburg
- Otto Hoetzsch, Berlin
- Adolf von Harnack, Wirklicher Geheimer Rat und Generaldirektor der königlichen Bibliothek, Berlin-Grunewald
- Theodor Ilgen, Archivdirektor, Düsseldorf
- Rudolf Kötzschke, Leipzig
- Erich Marcks, Geheimer Hofrat, München
- Friedrich Meinecke, Geheimer Regierungsrat, Berlin-Dahlem
- Aloys Meister, Geheimer Regierungsrat, Münster in Westfalen
- Eduard Meyer, Geheimer Regierungsrat, Berlin-Lichterfelde
- Friedrich Neubauer, Geheimer Studienrat, Gymnasialdirektor, Frankfurt am Main
- Karl Obser, Geheimer Hof-Rat, Direktor des Großherzoglichen badischen Generallandesarchivs, Karlsruhe
- Hermann Oncken, Heidelberg
- Eugen von Schneider, Direktor des Königlich württembergischen Geheimen Haus- und Staatsarchivs, Stuttgart
- Aloys Schulte, Geheimer Regierungsrat, Bonn
- Paul Schwartz, Oberrealschuldirektor, Berlin
- Georg Steinhausen, Bibliotheksdirektor, Kassel
- Karl Weller, Gymnasium Stuttgart
- Georg Wolfram, Geheimer Regierungsrat, Direktor der Kaiserlichen Universitäts- und Landesbibliothek, Straßburg im Breisgau

## Auftreten in der Öffentlichkeit
Die erste öffentliche Versammlung der RWV fand am 10. Dezember 1915 im Preußischen Abgeordnetenhaus in Berlin statt. Als Hauptredner trat der Vertreter der Fortschrittlichen Volkspartei Friedrich Naumann auf und sprach über das Thema Mitteleuropa. Walther Schotte berichtete, dass diese Veranstaltung für die RWV einen großen Aufschwung brachte, „die heute fast das ganze politische und geistige Deutschland zu ihren Mitgliedern zählt“. Ende 1917 konnte die RWV 4000 Mitglieder verzeichnen.
Die RWV konnte denn auch zahlreiche bedeutende Mitglieder für sich gewinnen. Im Präsidium waren der Generaldirektor des Norddeutschen Lloyd Philipp Heineken, der Generalkonsul Rudolph von Koch und der Bergwerksbesitzer Fritz von Friedländer-Fuld tätig. Von der Deutschen Bank traten das gesamte Direktorium bei, also Arthur von Gwinner, Elkan Heinemann, Carl Könne, Harald Koch, Paul Millington-Hermann, Paul Roland-Lücke, Max Steinthal und Emil Georg von Stauß. Von der Berliner Handels-Gesellschaft kam Paul von Schwabach und von der Darmstädter Bank Jacob Rießer. Als weitere namhafte Vertreter wurden Albert Ballin, Carl Duisberg, Gustav Dyckerhoff, Walter Rathenau und Paul Silverberg Mitglied.
Als damaliger zweiter Vorsitzender des Deutsch-Österreich-Ungarischen Wirtschaftsvereins wurde Gustav Stresemann aufgenommen, ebenso Gustav Schmoller und Paul Rohrbach. Auch der Reichskanzler Bethmann Hollweg gehörte der RWV an. Damit kamen aber auch andere Mitglieder der Regierung zur RWV: Karl Helfferich als Staatssekretär im Reichsschatzamt, Gottlieb von Jagow, der Minister Friedrich Loebell, der preußische Minister Clemens von Schorlemer, der Staatssekretär Wilhelm Solf, der preußische Handelsminister Reinhold Sydow, Arnold Wahnschaffe und Arthur Zimmermann.
Weiterhin gehörten dem RWV der Staatsminister Hermann Kühn, Eduard von Capelle, Paul Reusch, Kurt Sorge, Fritz Springorum und Fritz Thyssen an. Aus den politischen Parteien kamen Conrad von Wangenheim, Kuno von Westarp, Conrad Haußmann, Ernst Bassermann, Hermann Pachnicke und Felix Porsch zur RWV.

## Expansion der RWV
Um eine größere Breitenwirkung zu erzielen, bildeten der Mitteleuropäische Wirtschaftsverein und die RWV einen Arbeitsausschuß für Mitteleuropa. In Deutschland wurden sogenannte Vertrauensmänner gewonnen, die überall neue Mitglieder werben sollten. Eine weitere organisatorische Arbeit fand in Ortsausschüssen bzw. -gruppen statt, so in Mannheim, München, Dresden, Breslau und im ostpreußischen Königsberg. Mit anderen Organisationen wie dem Mitteleuropäischen Wirtschaftsverein, dem Deutsch-Österreichisch-Ungarischen Wirtschaftsverband, dem Deutsch-bulgarischen Verein und der Deutsch-Türkischen Vereinigung kam es im Januar 1916 zu einer Vereinbarung, die Tätigkeiten der einzelnen Organisationen gegeneinander abzugrenzen. Ein Versuch, die Beziehungen zur Türkei seitens der RWV zu befestigen, mündete in eine im April 1916 von der RWV unterstützte Reise von Parlamentsmitgliedern nach Konstantinopel. Die Aktion blieb aber ohne einen nachhaltigen Erfolg.
Nach der neuen Gründung des Königreichs Polen am 5. November 1916 gab es Versuche, auch in Polen eine waffenbrüderliche Vereinigung zu bilden. Der Gouverneur Hans von Beseler bestand auf der Ansicht, dass es in Polen sowohl an geeigneten Persönlichkeiten wie an einem Verständnis für diese Art der Vereinigung fehlen würde, so dass dieser Versuch schon im Ansatz scheiterte.

## Auflösung der RWV
Am 10. Dezember 1918 verfassten Walther Schotte und der 1. Vorsitzende der RWV und ehemalige Direktor im Reichsamt des Innern Otto Just ein Schreiben an die Mitglieder des RWV, in dem die Namensänderung des RWV in „Großdeutsche Vereinigung“ angekündigt wurde. Das Ziel dieser Vereinigung sollte sich auf eine enge deutsch-österreichische „Reichsgemeinschaft“ ausrichten. Kurz danach kam es zu einer erneuten Neuorganisation, und die neue Vereinigung schloss sich mit dem „Österreichisch-deutschen Arbeitsausschuß“ zu der „Großdeutschen Arbeitsgemeinschaft“ zusammen.